# حلبة أرغون

المسار.

حلبة أرغون هي حلبة سباقات لرياضة المحركات الآلية تقع في منطقة أرغون بإسبانيا. تمتد مسافتها لخمسة كيلومترات. قام بتصميم الحلبة المهندس المعماري الألماني المعروف هيرمان تيلك. افتتحت الحلبة في سنة 2009 وتستضيف سباق الجائزة الكبرى للدراجات النارية. الإسباني داني بيدروسا هو صاحب اسرع لفة في هذه الحلبة.